# Ospedaletto Lodigiano
Ospedaletto Lodigiano (lombardul: Uspedalét) település Olaszországban, Lombardia régióban, Lodi megyében. Lakosainak száma 1913 fő (2023. január 1.). Ospedaletto Lodigiano Brembio, Casalpusterlengo, Orio Litta, Senna Lodigiana, Somaglia és Livraga községekkel határos.

## Népesség
A település lakossága az elmúlt években az alábbi módon változott:
| Lakosok száma | 2033 | 1989 | 1913 |
|               | 2017 | 2018 | 2023 |